# Chaenorhinum villosum
Chaenorhinum villosum là một loài thực vật có hoa trong họ Mã đề. Loài này được Carl Linnaeus mô tả khoa học đầu tiên năm 1763 dưới danh pháp Antirrhinum villosum. Năm 1870 Johan Martin Christian Lange chuyển nó sang chi Chaenorhinum.

## Phân bố
Nguyên chủng của loài này là bản địa miền đông và đông nam Tây Ban Nha.

## Phân loài
- C. villosum subsp. granatensis (Willk.) Valdés, 1986: Có tại miền nam Tây Ban Nha và tây bắc Bắc Phi, bao gồm Algérie và Maroc.[3]